# Harakers socken
Harakers socken i Västmanland ingick i Norrbo härad, uppgick 1967 i Västerås stad och området ingår sedan 1971 i Västerås kommun och motsvarar från 2016 Harakers distrikt, som ingår i Skultuna kommundel.
Socknens areal är 79,10 kvadratkilometer, varav 77,40 land. År 2000 fanns här 593 invånare. Svanå samt kyrkbyn Haraker med sockenkyrkan Harakers kyrka ligger i socknen.

## Administrativ historik
Harakers socken har medeltida ursprung.
Vid kommunreformen 1862 övergick socknens ansvar för de kyrkliga frågorna till Harakers församling och för de borgerliga frågorna till Harakers landskommun. Landskommunens inkorporerades 1952 i Skultuna landskommun som 1967 uppgick i Västerås stad som 1971 ombildades till Västerås kommun. Församlingen uppgick 2006 i Norrbo församling.
1 januari 2016 inrättades distriktet Harakers, med samma omfattning som församlingen hade 1999/2000.  
Socknen har tillhört fögderier, tingslag och domsagor enligt vad som beskrivs i artikeln Norrbo härad.  De indelta soldaterna tillhörde Västmanlands regemente, Livkompaniet och Livregementets grenadjärkår, Västerås kompani och Livkompaniet.

## Geografi
Harakers socken ligger norr om Västerås kring Svartån. Socknen är slättbygd kring ån och mossrik kuperad skogsbygd däromkring.

## Fornlämningar och historia
Lösfynd och sju boplatser från stenåldern är funna. Från järnåldern finns fyra små gravfält en fornborg och en runsten.
Inom socknen ägde två betydande drabbningar rum under 1400-talet. Slaget vid Hällaskogen utkämpades den 17 januari 1437 cirka 5 kilometer nordväst om kyrkan. Parterna var Karl Knutsson (Bonde) och Erik Puke. Slaget vid Haraker ägde rum den 17 april 1464, nära Harakers kyrka. Parterna var Kettil Karlsson och Kristian I.

## Namnet
Namnet (1288 Haraker) innehåller har, 'stenröse' samt efterledet aker, 'åker'.

## Befolkningsutveckling
| Befolkningsutvecklingen i Harakers socken 1750–1990                                                     | Befolkningsutvecklingen i Harakers socken 1750–1990 | Befolkningsutvecklingen i Harakers socken 1750–1990 | Befolkningsutvecklingen i Harakers socken 1750–1990 | Befolkningsutvecklingen i Harakers socken 1750–1990 |
| --- | --------------------------------------------------- | --------------------------------------------------- | --------------------------------------------------- | --------------------------------------------------- |
| |                                                     |                                                     |                                                     |                                                     |
| År |                                                     |                                                     | Folkmängd                                           |                                                     |
| 1750 | 1750                                                |                                                     | 1 115                                               |                                                     |
| 1760 | 1760                                                |                                                     | 1 085                                               |                                                     |
| 1769 | 1769                                                |                                                     | 1 118                                               |                                                     |
| 1780 | 1780                                                |                                                     | 1 143                                               |                                                     |
| 1790 | 1790                                                |                                                     | 1 187                                               |                                                     |
| 1800 | 1800                                                |                                                     | 1 221                                               |                                                     |
| 1810 | 1810                                                |                                                     | 1 172                                               |                                                     |
| 1820 | 1820                                                |                                                     | 1 251                                               |                                                     |
| 1830 | 1830                                                |                                                     | 1 282                                               |                                                     |
| 1840 | 1840                                                |                                                     | 1 311                                               |                                                     |
| 1850 | 1850                                                |                                                     | 1 423                                               |                                                     |
| 1860 | 1860                                                |                                                     | 1 480                                               |                                                     |
| 1870 | 1870                                                |                                                     | 1 540                                               |                                                     |
| 1880 | 1880                                                |                                                     | 1 591                                               |                                                     |
| 1890 | 1890                                                |                                                     | 1 649                                               |                                                     |
| 1900 | 1900                                                |                                                     | 1 582                                               |                                                     |
| 1910 | 1910                                                |                                                     | 1 390                                               |                                                     |
| 1920 | 1920                                                |                                                     | 1 265                                               |                                                     |
| 1930 | 1930                                                |                                                     | 1 146                                               |                                                     |
| 1940 | 1940                                                |                                                     | 991                                                 |                                                     |
| 1950 | 1950                                                |                                                     | 793                                                 |                                                     |
| 1960 | 1960                                                |                                                     | 635                                                 |                                                     |
| 1970 | 1970                                                |                                                     | 453                                                 |                                                     |
| 1980 | 1980                                                |                                                     | 444                                                 |                                                     |
| 1990 | 1990                                                |                                                     | 508                                                 |                                                     |
| Anm: Källor: Umeå universitet - Tabellverket 1749-1859, Demografiska databasen, CEDAR, Umeå universitet |                                                     |                                                     |                                                     |                                                     |